# Villa Sinicopri
Villa Sinicopri è una delle ville settecentesche del Miglio d'oro. Si trova a San Giorgio a Cremano in via Pittore.
Come attesta una lapide presente nella villa, la dimora ha ospitato per molti anni il noto avvocato penalista napoletano Enrico Pessina.
Il prospetto stradale dell'edificio è molto semplice anche se di chiaro stampo settecentesco.
La facciata è quasi del tutto priva di rifiniture.
Al centro vi è il portale sovrastato da un cartiglio barocco la cui sagoma si curva per collegarsi alla soglia del balcone sovrastante.
La villa presenta una pianta rettangolare.
Due terrazze, poi trasformate in verande, racchiudono il cortile di rappresentanza.
L'atrio è a volta ribassata e conduce direttamente nel cortile dove sono tuttora conservati due antichi pozzi e la cancellata adorna di statue mediante la quale si accede al giardino. 
Il lato della villa che affaccia su via Pittore si sviluppa su due piani e presenta testate rastremate sulle quali sorgono due terrazzi panoramici di cui uno guarda al Vesuvio e l'altro in direzione del mare.  
La villa presenta pure un ingresso secondario al quale però non si accede da via Pittore ma dal lato di alveo San Michele, la strada cioè che nella Mappa del Duca di Noja è denominata “via che porta ai Catini”.